# Campeonato de Primera División C 1973 (Argentina)
El Campeonato de Primera División C 1973 fue la trigésima novena temporada del certamen de la tercera categoría del fútbol argentino. Se disputó entre el 17 de marzo y el 8 de diciembre de 1973.
Los nuevos participantes fueron Excursionistas y Deportivo Español, descendidos de la Primera B 1972, Deportivo Armenio y Liniers, campeón y subcampeón de la Primera Aficionados 1972, respectivamente.
El certamen consagró campeón por primera vez a Central Córdoba (R), que obtuvo el primer ascenso. Por su parte, Dock Sud obtuvo el segundo ascenso tras finalizar como subcampeón. No hubo descensos en esta temporada.

## Ascensos y descensos
| Pos. | Ascendidos de la Primera C 1972 |
| ---- | ------------------------------- |
| 1º   | Defensores de Belgrano          |
| 2º   | Flandria                        |

| Pos. | Descendidos de la Primera B 1972 |
| ---- | -------------------------------- |
| 16º  | Excursionistas                   |
| 17º  | Deportivo Español                |

| Pos. | Ascendidos de la Primera Aficionados 1972 |
| ---- | ----------------------------------------- |
| 1º   | Deportivo Armenio                         |
| 2º   | Liniers                                   |

| Pos. | Descendidos de la Primera C 1972 |
| ---- | -------------------------------- |
| 19º  | Leandro N. Alem                  |
| 20º  | Acassuso                         |

## Formato
Los equipos se enfrentaron bajo el sistema de todos contra todos a 2 ruedas. El equipo con mayor puntaje se consagró campeón y obtuvo el primer ascenso, mientras que el subcampeón obtuvo el segundo ascenso.
No hubo descensos esta temporada.

## Equipos participantes
| Equipo               | Ciudad       | Estadio              |
| -------------------- | ------------ | -------------------- |
| Argentino de Quilmes | Quilmes      | Argentino de Quilmes |
| Argentino de Rosario | Rosario      | José Martín Olaeta   |
| Brown de Adrogué     | Adrogué      | Brown de Adrogué     |
| Central Argentino    | San Martín   | Italia y Moreno      |
| Central Córdoba (R)  | Rosario      | Central Córdoba (R)  |
| Colegiales           | Munro        | Malaver y Posadas    |
| Defensores Unidos    | Zárate       | Gigante de Villa Fox |
| Deportivo Armenio    | Buenos Aires | No posee             |
| Deportivo Español    | Buenos Aires | No posee             |
| Deportivo Riestra    | Buenos Aires | Riestra y Lacarra    |
| Dock Sud             | Dock Sud     | De Los Inmigrantes   |
| El Porvenir          | Gerli        | Enrique de Roberts   |
| Excursionistas       | Buenos Aires | Pampa y Miñones      |
| Fénix                | Buenos Aires | Concepción Arenal    |
| Ferrocarril Midland  | Libertad     | Ciudad de Libertad   |
| J.J. Urquiza         | Caseros      | Kelsey y Bonifacini  |
| Liniers              | Buenos Aires | No posee             |
| Sarmiento de Junín   | Junín        | Eva Perón            |
| Sportivo Italiano    | Bella Vista  | No posee             |
| Villa Dálmine        | Campana      | Mitre y Puccini      |

### Distribución geográfica de los equipos
| Región                                   | Cant. | Equipos |
| ---------------------------------------- | ----- | --- |
| Conurbano bonaerense                     | 9     | Argentino de Quilmes, Brown de Adrogué, Central Argentino, Colegiales, Dock Sud, El Porvenir, Ferrocarril Midland, J.J Urquiza y Sportivo Italiano |
| Ciudad de Buenos Aires                   | 6     | Deportivo Armenio, Deportivo Español, Deportivo Riestra, Excursionistas, Fénix y Liniers                                                           |
| Interior de la provincia de Buenos Aires | 3     | Defensores Unidos, Sarmiento de Junín y Villa Dálmine                                                                                              |
| Ciudad de Rosario                        | 2     | Argentino (R) y Central Córdoba (R) |

## Tabla de posiciones
| Pos. | Equipo               | Pts. | PJ | PG | PE | PP | GF | GC  | Dif. |
| ---- | -------------------- | ---- | -- | -- | -- | -- | -- | --- | ---- |
| 1.º  | Central Córdoba (R)  | 61   | 38 | 26 | 9  | 3  | 91 | 36  | 55   |
| 2.º  | Dock Sud             | 60   | 38 | 26 | 8  | 4  | 84 | 31  | 53   |
| 3.º  | Excursionistas       | 55   | 38 | 23 | 9  | 6  | 67 | 42  | 25   |
| 4.º  | Sarmiento de Junín   | 52   | 38 | 22 | 8  | 8  | 81 | 45  | 36   |
| 5.º  | Deportivo Español    | 49   | 38 | 21 | 7  | 10 | 48 | 32  | 16   |
| 6.º  | Deportivo Armenio    | 48   | 38 | 20 | 8  | 10 | 71 | 35  | 36   |
| 7.º  | Sportivo Italiano    | 43   | 38 | 16 | 11 | 11 | 69 | 38  | 31   |
| 8.º  | Brown de Adrogué     | 42   | 38 | 18 | 6  | 14 | 63 | 51  | 12   |
| 9.º  | Villa Dálmine        | 39   | 38 | 14 | 11 | 13 | 60 | 43  | 17   |
| 10.º | Argentino de Rosario | 36   | 38 | 15 | 6  | 17 | 54 | 51  | 3    |
| 11.º | El Porvenir          | 35   | 38 | 13 | 9  | 16 | 49 | 52  | −3   |
| 12.º | Deportivo Riestra    | 35   | 38 | 11 | 13 | 14 | 66 | 72  | −6   |
| 13.º | Argentino de Quilmes | 32   | 38 | 12 | 8  | 18 | 56 | 69  | −13  |
| 14.º | Liniers              | 32   | 38 | 10 | 12 | 16 | 53 | 68  | −15  |
| 15.º | Defensores Unidos    | 30   | 38 | 12 | 6  | 20 | 57 | 75  | −18  |
| 16.º | Central Argentino    | 26   | 38 | 9  | 8  | 21 | 34 | 73  | −39  |
| 17.º | Ferrocarril Midland  | 25   | 38 | 10 | 5  | 23 | 39 | 66  | −27  |
| 18.º | Colegiales           | 25   | 38 | 10 | 5  | 23 | 47 | 86  | −39  |
| 19.º | Fénix                | 25   | 38 | 9  | 7  | 22 | 36 | 75  | −39  |
| 20.º | J.J. Urquiza         | 10   | 38 | 2  | 6  | 30 | 25 | 110 | −85  |

|  | Se consagró campeón y ascendió a la Primera B |
|  | Ascendió a la Primera B como subcampeón       |

## Resultados
| Deportivo Armenio   | 5 - 2 | J.J. Urquiza         | Juan Pasquale                 | 17 de marzo |
| Central Córdoba (R) | 3 - 0 | Liniers              | Gabino Sosa                   | 17 de marzo |
| Dock Sud            | 4 - 1 | Colegiales           | De Los Inmigrantes            | 17 de marzo |
| Villa Dálmine       | 3 - 1 | El Porvenir          | El Coliseo de Mitre y Puccini | 17 de marzo |
| Sportivo Italiano   | 5 - 1 | Argentino de Rosario | Alfredo Beranger              | 17 de marzo |
| Excursionistas      | 5 - 4 | Deportivo Riestra    | Argentino de Quilmes          | 17 de marzo |
| Deportivo Español   | 5 - 1 | Fénix                | Isla Maciel                   | 17 de marzo |
| Brown de Adrogué    | 1 - 2 | Defensores Unidos    | Brown de Adrogué              | 17 de marzo |
| Central Argentino   | 1 - 0 | Argentino de Quilmes | Central Argentino             | 17 de marzo |
| Sarmiento de Junín  | 2 - 0 | Ferrocarril Midland  | Eva Perón                     | 18 de marzo |

| Brown de Adrogué     | 1 - 0 | Villa Dálmine       | Brown de Adrogué       | 24 de marzo |
| Defensores Unidos    | 1 - 3 | Central Córdoba (R) | Gigante de Villa Fox   | 24 de marzo |
| Liniers              | 1 - 1 | Central Argentino   | Francisco Urbano       | 24 de marzo |
| Argentino de Quilmes | 2 - 2 | Excursionistas      | Argentino de Quilmes   | 24 de marzo |
| Deportivo Riestra    | 1 - 1 | Deportivo Armenio   | Lacarra y Barros Pazos | 24 de marzo |
| J.J. Urquiza         | 1 - 3 | Sarmiento de Junín  | Estudiantes (BA)       | 24 de marzo |
| Ferrocarril Midland  | 0 - 1 | Deportivo Español   | Ciudad de Libertad     | 24 de marzo |
| Fénix                | 0 - 3 | Dock Sud            | Central Argentino      | 24 de marzo |
| Colegiales           | 2 - 1 | Sportivo Italiano   | Malaver y Posadas      | 24 de marzo |
| Argentino de Rosario | 3 - 1 | El Porvenir         | José Martín Olaeta     | 24 de marzo |

| Villa Dálmine       | 3 - 1 | Argentino de Rosario | El Coliseo de Mitre y Puccini | 31 de marzo |
| El Porvenir         | 1 - 2 | Colegiales           | Enrique De Roberts            | 31 de marzo |
| Sportivo Italiano   | 0 - 1 | Fénix                | Nueva Chicago                 | 31 de marzo |
| Dock Sud            | 3 - 2 | Ferrocarril Midland  | De Los Inmigrantes            | 31 de marzo |
| Deportivo Español   | 3 - 2 | J.J. Urquiza         | Olavarría y Luna              | 31 de marzo |
| Deportivo Armenio   | 3 - 0 | Argentino de Quilmes | Juan Pasquale                 | 31 de marzo |
| Excursionistas      | 1 - 0 | Liniers              | ***Excursionistas             | 31 de marzo |
| Central Argentino   | 2 - 1 | Defensores Unidos    | Central Argentino             | 31 de marzo |
| Central Córdoba (R) | 3 - 4 | Brown de Adrogué     | Gabino Sosa                   | 31 de marzo |
| Sarmiento de Junín  | 1 - 2 | Deportivo Riestra    | Eva Perón                     | 1 de abril  |

| Central Córdoba (R)  | 2 - 1 | Villa Dálmine        | Gabino Sosa            | 21 de abril |
| Brown de Adrogué     | 9 - 0 | Central Argentino    | Brown de Adrogué       | 21 de abril |
| Defensores Unidos    | 0 - 3 | Excursionistas       | Gigante de Villa Fox   | 21 de abril |
| Liniers              | 0 - 1 | Deportivo Armenio    | Francisco Urbano       | 21 de abril |
| Argentino de Quilmes | 6 - 4 | Sarmiento de Junín   | Argentino de Quilmes   | 21 de abril |
| Deportivo Riestra    | 0 - 1 | Deportivo Español    | Lacarra y Barros Pazos | 21 de abril |
| J.J. Urquiza         | 1 - 4 | Dock Sud             | Estudiantes (BA)       | 21 de abril |
| Ferrocarril Midland  | 2 - 2 | Sportivo Italiano    | Ciudad de Libertad     | 21 de abril |
| Fénix                | 0 - 1 | El Porvenir          | Central Argentino      | 21 de abril |
| Colegiales           | 0 - 1 | Argentino de Rosario | Malaver y Posadas      | 21 de abril |

| Villa Dálmine        | 7 - 1 | Colegiales           | El Coliseo de Mitre y Puccini | 28 de abril |
| Argentino de Rosario | 2 - 0 | Fénix                | José Martín Olaeta            | 28 de abril |
| El Porvenir          | 4 - 0 | Ferrocarril Midland  | Enrique De Roberts            | 28 de abril |
| Sportivo Italiano    | 8 - 0 | J.J. Urquiza         | Nueva Chicago                 | 28 de abril |
| Dock Sud             | 4 - 2 | Deportivo Riestra    | De Los Inmigrantes            | 28 de abril |
| Deportivo Español    | 0 - 0 | Argentino de Quilmes | Olavarría y Luna              | 28 de abril |
| Sarmiento de Junín   | 5 - 0 | Liniers              | Eva Perón                     | 28 de abril |
| Deportivo Armenio    | 8 - 1 | Defensores Unidos    | Juan Pasquale                 | 28 de abril |
| Excursionistas       | 1 - 3 | Brown de Adrogué     | Pampa y Miñones               | 28 de abril |
| Central Argentino    | 0 - 0 | Central Córdoba (R)  | Central Argentino             | 28 de abril |

| Central Argentino    | 1 - 1 | Villa Dálmine        | Central Argentino      | 5 de mayo |
| Central Córdoba (R)  | 6 - 1 | Excursionistas       | Gabino Sosa            | 5 de mayo |
| Brown de Adrogué     | 3 - 1 | Deportivo Armenio    | Brown de Adrogué       | 5 de mayo |
| Defensores Unidos    | 3 - 5 | Sarmiento de Junín   | Gigante de Villa Fox   | 5 de mayo |
| Liniers              | 0 - 1 | Deportivo Español    | Francisco Urbano       | 5 de mayo |
| Argentino de Quilmes | 0 - 4 | Dock Sud             | Argentino de Quilmes   | 5 de mayo |
| Deportivo Riestra    | 0 - 2 | Sportivo Italiano    | Lacarra y Barros Pazos | 5 de mayo |
| J.J. Urquiza         | 0 - 0 | El Porvenir          | Kelsey y Bonifacini    | 5 de mayo |
| Ferrocarril Midland  | 0 - 3 | Argentino de Rosario | Ciudad de Libertad     | 5 de mayo |
| Fénix                | 3 - 2 | Colegiales           | Pampa y Miñones        | 5 de mayo |

| Villa Dálmine        | 0 - 0 | Fénix                | El Coliseo de Mitre y Puccini | 12 de mayo |
| Colegiales           | 3 - 1 | Ferrocarril Midland  | Malaver y Posadas             | 12 de mayo |
| Argentino de Rosario | 2 - 0 | J.J. Urquiza         | José Martín Olaeta            | 12 de mayo |
| El Porvenir          | 6 - 1 | Deportivo Riestra    | Enrique De Roberts            | 12 de mayo |
| Sportivo Italiano    | 2 - 1 | Argentino de Quilmes | Nueva Chicago                 | 12 de mayo |
| Dock Sud             | 4 - 0 | Liniers              | De Los Inmigrantes            | 12 de mayo |
| Deportivo Español    | 2 - 0 | Defensores Unidos    | Olavarría y Luna              | 12 de mayo |
| Sarmiento de Junín   | 2 - 2 | Brown de Adrogué     | Eva Perón                     | 12 de mayo |
| Deportivo Armenio    | 0 - 0 | Central Córdoba (R)  | Tres de Febrero               | 12 de mayo |
| Excursionistas       | 1 - 0 | Central Argentino    | Pampa y Miñones               | 12 de mayo |

| Excursionistas       | 2 - 1 | Villa Dálmine        | Pampa y Miñones        | 19 de mayo |
| Central Argentino    | 1 - 2 | Deportivo Armenio    | Central Argentino      | 19 de mayo |
| Central Córdoba (R)  | 1 - 0 | Sarmiento de Junín   | Gabino Sosa            | 19 de mayo |
| Brown de Adrogué     | 2 - 0 | Deportivo Español    | Brown de Adrogué       | 19 de mayo |
| Defensores Unidos    | 1 - 1 | Dock Sud             | Gigante de Villa Fox   | 19 de mayo |
| Liniers              | 2 - 2 | Sportivo Italiano    | Francisco Urbano       | 19 de mayo |
| Argentino de Quilmes | 2 - 1 | El Porvenir          | Argentino de Quilmes   | 19 de mayo |
| Deportivo Riestra    | 1 - 2 | Argentino de Rosario | Lacarra y Barros Pazos | 19 de mayo |
| J.J. Urquiza         | 1 - 1 | Colegiales           | Estudiantes (BA)       | 19 de mayo |
| Ferrocarril Midland  | 0 - 1 | Fénix                | Ciudad de Libertad     | 19 de mayo |

| Villa Dálmine        | 2 - 0 | Ferrocarril Midland  | El Coliseo de Mitre y Puccini | 26 de mayo |
| Fénix                | 1 - 1 | J.J. Urquiza         | Pampa y Miñones               | 26 de mayo |
| Colegiales           | 7 - 2 | Deportivo Riestra    | Malaver y Posadas             | 26 de mayo |
| Argentino de Rosario | 1 - 1 | Argentino de Quilmes | José Martín Olaeta            | 26 de mayo |
| El Porvenir          | 4 - 0 | Liniers              | Enrique De Roberts            | 26 de mayo |
| Sportivo Italiano    | 2 - 2 | Defensores Unidos    | Nueva Chicago                 | 26 de mayo |
| Dock Sud             | 3 - 1 | Brown de Adrogué     | De Los Inmigrantes            | 26 de mayo |
| Deportivo Español    | 0 - 1 | Central Córdoba (R)  | Olavarría y Luna              | 26 de mayo |
| Sarmiento de Junín   | 4 - 1 | Central Argentino    | Eva Perón                     | 26 de mayo |
| Deportivo Armenio    | 6 - 1 | Excursionistas       | Estudiantes (BA)              | 26 de mayo |

| Deportivo Armenio    | 0 - 0 | Villa Dálmine        | Juan Pasquale          | 2 de junio |
| Excursionistas       | 0 - 0 | Sarmiento de Junín   | Pampa y Miñones        | 2 de junio |
| Central Argentino    | 2 - 1 | Deportivo Español    | Central Argentino      | 2 de junio |
| Central Córdoba (R)  | 3 - 2 | Dock Sud             | Gabino Sosa            | 2 de junio |
| Brown de Adrogué     | 2 - 1 | Sportivo Italiano    | Brown de Adrogué       | 2 de junio |
| Defensores Unidos    | 0 - 2 | El Porvenir          | Gigante de Villa Fox   | 2 de junio |
| Liniers              | 2 - 4 | Argentino de Rosario | Francisco Urbano       | 2 de junio |
| Argentino de Quilmes | 1 - 0 | Colegiales           | Argentino de Quilmes   | 2 de junio |
| Deportivo Riestra    | 4 - 1 | Fénix                | Lacarra y Barros Pazos | 2 de junio |
| J.J. Urquiza         | 0 - 1 | Ferrocarril Midland  | Malaver y Posadas      | 2 de junio |

| Villa Dálmine        | 6 - 1 | J.J. Urquiza         | El Coliseo de Mitre y Puccini | 9 de junio  |
| Ferrocarril Midland  | 2 - 3 | Deportivo Riestra    | Ciudad de Libertad            | 9 de junio  |
| Fénix                | 2 - 2 | Argentino de Quilmes | Pampa y Miñones               | 9 de junio  |
| Colegiales           | 2 - 1 | Liniers              | Malaver y Posadas             | 9 de junio  |
| Argentino de Rosario | 2 - 0 | Defensores Unidos    | José Martín Olaeta            | 9 de junio  |
| El Porvenir          | 1 - 2 | Brown de Adrogué     | Enrique De Roberts            | 9 de junio  |
| Sportivo Italiano    | 3 - 1 | Central Córdoba (R)  | Nueva Chicago                 | 9 de junio  |
| Dock Sud             | 3 - 1 | Central Argentino    | De Los Inmigrantes            | 9 de junio  |
| Deportivo Español    | 1 - 1 | Excursionistas       | Estudiantes (BA)              | 9 de junio  |
| Sarmiento de Junín   | 1 - 0 | Deportivo Armenio    | Eva Perón                     | 10 de junio |

| Sarmiento de Junín   | 1 - 0 | Villa Dálmine        | Eva Perón            | 23 de junio |
| Deportivo Armenio    | 1 - 0 | Deportivo Español    | Juan Pasquale        | 23 de junio |
| Excursionistas       | 1 - 1 | Dock Sud             | Pampa y Miñones      | 23 de junio |
| Central Argentino    | 0 - 2 | Sportivo Italiano    | Central Argentino    | 23 de junio |
| Central Córdoba (R)  | 4 - 1 | El Porvenir          | Gabino Sosa          | 23 de junio |
| Brown de Adrogué     | 1 - 0 | Argentino de Rosario | Brown de Adrogué     | 23 de junio |
| Defensores Unidos    | 5 - 1 | Colegiales           | Gigante de Villa Fox | 23 de junio |
| Liniers              | 1 - 0 | Fénix                | Francisco Urbano     | 23 de junio |
| Argentino de Quilmes | 5 - 1 | Ferrocarril Midland  | Argentino de Quilmes | 23 de junio |
| Deportivo Riestra    | 1 - 0 | J.J. Urquiza         | De Los Inmigrantes   | 23 de junio |

| Villa Dálmine        | 0 - 0 | Deportivo Riestra    | El Coliseo de Mitre y Puccini | 30 de junio |
| J.J. Urquiza         | 3 - 4 | Argentino de Quilmes | Estudiantes (BA)              | 30 de junio |
| Ferrocarril Midland  | 2 - 0 | Liniers              | Ciudad de Libertad            | 30 de junio |
| Fénix                | 2 - 0 | Defensores Unidos    | Pampa y Miñones               | 30 de junio |
| Colegiales           | 0 - 1 | Brown de Adrogué     | Malaver y Posadas             | 30 de junio |
| Argentino de Rosario | 0 - 1 | Central Córdoba (R)  | Arroyito                      | 30 de junio |
| El Porvenir          | 5 - 1 | Central Argentino    | Brown de Adrogué              | 30 de junio |
| Sportivo Italiano    | 1 - 1 | Excursionistas       | Nueva Chicago                 | 30 de junio |
| Dock Sud             | 1 - 0 | Deportivo Armenio    | De Los Inmigrantes            | 30 de junio |
| Deportivo Español    | 2 - 1 | Sarmiento de Junín   | Olavarría y Luna              | 30 de junio |

| Deportivo Español    | 3 - 2 | Villa Dálmine        | Olavarría y Luna     | 7 de julio  |
| Sarmiento de Junín   | 1 - 0 | Dock Sud             | Eva Perón            | 7 de julio  |
| Deportivo Armenio    | 1 - 1 | Sportivo Italiano    | Juan Pasquale        | 7 de julio  |
| Excursionistas       | 0 - 0 | El Porvenir          | Pampa y Miñones      | 7 de julio  |
| Central Córdoba (R)  | 6 - 0 | Colegiales           | Gabino Sosa          | 7 de julio  |
| Brown de Adrogué     | 5 - 0 | Fénix                | Brown de Adrogué     | 7 de julio  |
| Defensores Unidos    | 3 - 0 | Ferrocarril Midland  | Gigante de Villa Fox | 7 de julio  |
| Liniers              | 0 - 0 | J.J. Urquiza         | Francisco Urbano     | 7 de julio  |
| Argentino de Quilmes | 2 - 2 | Deportivo Riestra    | Argentino de Quilmes | 7 de julio  |
| Central Argentino    | 0 - 3 | Argentino de Rosario | Central Argentino    | 31 de julio |

| Villa Dálmine        | 2 - 1 | Argentino de Quilmes | El Coliseo de Mitre y Puccini | 14 de julio |
| Deportivo Riestra    | 2 - 2 | Liniers              | Olavarría y Luna              | 14 de julio |
| J.J. Urquiza         | 1 - 1 | Defensores Unidos    | Estudiantes (BA)              | 14 de julio |
| Ferrocarril Midland  | 1 - 1 | Brown de Adrogué     | Ciudad de Libertad            | 14 de julio |
| Fénix                | 0 - 3 | Central Córdoba (R)  | Pampa y Miñones               | 14 de julio |
| Colegiales           | 6 - 1 | Central Argentino    | Malaver y Posadas             | 14 de julio |
| Argentino de Rosario | 1 - 0 | Excursionistas       | José Martín Olaeta            | 14 de julio |
| El Porvenir          | 1 - 1 | Deportivo Armenio    | Brown de Adrogué              | 14 de julio |
| Sportivo Italiano    | 1 - 0 | Sarmiento de Junín   | Francisco Urbano              | 14 de julio |
| Dock Sud             | 2 - 0 | Deportivo Español    | De Los Inmigrantes            | 14 de julio |

| Dock Sud            | 1 - 1 | Villa Dálmine        | De Los Inmigrantes   | 21 de julio |
| Deportivo Español   | 1 - 1 | Sportivo Italiano    | El Gasómetro         | 21 de julio |
| Deportivo Armenio   | 3 - 1 | Argentino de Rosario | Estudiantes (BA)     | 21 de julio |
| Excursionistas      | 4 - 0 | Colegiales           | Pampa y Miñones      | 21 de julio |
| Central Córdoba (R) | 1 - 0 | Ferrocarril Midland  | Gabino Sosa          | 21 de julio |
| Brown de Adrogué    | 5 - 0 | J.J. Urquiza         | Brown de Adrogué     | 21 de julio |
| Defensores Unidos   | 0 - 4 | Deportivo Riestra    | Gigante de Villa Fox | 21 de julio |
| Liniers             | 3 - 1 | Argentino de Quilmes | Francisco Urbano     | 21 de julio |
| Sarmiento de Junín  | 3 - 1 | El Porvenir          | Eva Perón            | 22 de julio |
| Central Argentino   | 1 - 1 | Fénix                | Central Argentino    | 7 de agosto |

| Villa Dálmine        | 1 - 1 | Liniers             | El Coliseo de Mitre y Puccini | 28 de julio |
| Argentino de Quilmes | 2 - 1 | Defensores Unidos   | Argentino de Quilmes          | 28 de julio |
| Deportivo Riestra    | 2 - 2 | Brown de Adrogué    | Lacarra y Barros Pazos        | 28 de julio |
| J.J. Urquiza         | 0 - 3 | Central Córdoba (R) | Guido y Spano                 | 28 de julio |
| Ferrocarril Midland  | 4 - 0 | Central Argentino   | Ciudad de Libertad            | 28 de julio |
| Fénix                | 0 - 2 | Excursionistas      | Pampa y Miñones               | 28 de julio |
| Colegiales           | 1 - 3 | Deportivo Armenio   | Malaver y Posadas             | 28 de julio |
| Argentino de Rosario | 0 - 1 | Sarmiento de Junín  | José Martín Olaeta            | 28 de julio |
| El Porvenir          | 2 - 3 | Deportivo Español   | Enrique De Roberts            | 28 de julio |
| Sportivo Italiano    | 1 - 2 | Dock Sud            | Nueva Chicago                 | 31 de julio |

| Sportivo Italiano   | 0 - 1 | Villa Dálmine        | Estudiantes (BA)          | 4 de agosto |
| Dock Sud            | 5 - 0 | El Porvenir          | De Los Inmigrantes        | 4 de agosto |
| Deportivo Español   | 1 - 0 | Argentino de Rosario | Olavarría y Luna          | 4 de agosto |
| Deportivo Armenio   | 1 - 0 | Fénix                | Monumental de Villa Lynch | 4 de agosto |
| Excursionistas      | 4 - 0 | Ferrocarril Midland  | Pampa y Miñones           | 4 de agosto |
| Central Argentino   | 1 - 2 | J.J. Urquiza         | Central Argentino         | 4 de agosto |
| Central Córdoba (R) | 5 - 3 | Deportivo Riestra    | Gabino Sosa               | 4 de agosto |
| Brown de Adrogué    | 1 - 1 | Argentino de Quilmes | Brown de Adrogué          | 4 de agosto |
| Defensores Unidos   | 2 - 5 | Liniers              | Gigante de Villa Fox      | 4 de agosto |
| Sarmiento de Junín  | 5 - 1 | Colegiales           | Eva Perón                 | 5 de agosto |

| Villa Dálmine        | 1 - 0 | Defensores Unidos   | El Coliseo de Mitre y Puccini | 11 de agosto |
| Liniers              | 0 - 1 | Brown de Adrogué    | Nueva Chicago                 | 11 de agosto |
| Argentino de Quilmes | 0 - 3 | Central Córdoba (R) | Argentino de Quilmes          | 11 de agosto |
| Deportivo Riestra    | 1 - 0 | Central Argentino   | Lacarra y Barros Pazos        | 11 de agosto |
| J.J. Urquiza         | 1 - 1 | Excursionistas      | Juan Pasquale                 | 11 de agosto |
| Ferrocarril Midland  | 0 - 3 | Deportivo Armenio   | Ciudad de Libertad            | 11 de agosto |
| Fénix                | 2 - 5 | Sarmiento de Junín  | Pampa y Miñones               | 11 de agosto |
| Colegiales           | 0 - 3 | Deportivo Español   | Malaver y Posadas             | 11 de agosto |
| Argentino de Rosario | 2 - 3 | Dock Sud            | José Martín Olaeta            | 11 de agosto |
| El Porvenir          | 0 - 4 | Sportivo Italiano   | Enrique De Roberts            | 11 de agosto |

| J.J. Urquiza         | 0 - 3 | Deportivo Armenio   | Estudiantes (BA)       | 15 de agosto |
| Liniers              | 3 - 3 | Central Córdoba (R) | Francisco Urbano       | 15 de agosto |
| Colegiales           | 1 - 2 | Dock Sud            | Malaver y Posadas      | 15 de agosto |
| El Porvenir          | 1 - 4 | Villa Dálmine       | Enrique De Roberts     | 15 de agosto |
| Argentino de Rosario | 2 - 3 | Sportivo Italiano   | José Martín Olaeta     | 15 de agosto |
| Fénix                | 0 - 1 | Deportivo Español   | Pampa y Miñones        | 15 de agosto |
| Defensores Unidos    | 2 - 0 | Brown de Adrogué    | Gigante de Villa Fox   | 15 de agosto |
| Argentino de Quilmes | 3 - 1 | Central Argentino   | Argentino de Quilmes   | 15 de agosto |
| Ferrocarril Midland  | 5 - 4 | Sarmiento de Junín  | Ciudad de Libertad     | 15 de agosto |
| Deportivo Riestra    | 2 - 3 | Excursionistas      | Lacarra y Barros Pazos | 15 de agosto |

| Villa Dálmine       | 1 - 1 | Brown de Adrogué     | El Coliseo de Mitre y Puccini | 18 de agosto |
| Central Córdoba (R) | 1 - 0 | Defensores Unidos    | Gabino Sosa                   | 18 de agosto |
| Central Argentino   | 0 - 4 | Liniers              | Central Argentino             | 18 de agosto |
| Excursionistas      | 5 - 1 | Argentino de Quilmes | Pampa y Miñones               | 18 de agosto |
| Deportivo Armenio   | 1 - 2 | Deportivo Riestra    | Juan Pasquale                 | 18 de agosto |
| Deportivo Español   | 1 - 0 | Ferrocarril Midland  | Olavarría y Luna              | 18 de agosto |
| Dock Sud            | 3 - 1 | Fénix                | De Los Inmigrantes            | 18 de agosto |
| Sportivo Italiano   | 4 - 1 | Colegiales           | Nueva Chicago                 | 18 de agosto |
| El Porvenir         | 2 - 1 | Argentino de Rosario | Enrique De Roberts            | 18 de agosto |
| Sarmiento de Junín  | 4 - 0 | J.J. Urquiza         | Eva Perón                     | 19 de agosto |

| Argentino de Rosario | 2 - 2 | Villa Dálmine       | Gabino Sosa          | 25 de agosto |
| Colegiales           | 0 - 1 | El Porvenir         | Malaver y Posadas    | 25 de agosto |
| Fénix                | 0 - 2 | Sportivo Italiano   | Pampa y Miñones      | 25 de agosto |
| Ferrocarril Midland  | 0 - 1 | Dock Sud            | Ciudad de Libertad   | 25 de agosto |
| J.J. Urquiza         | 1 - 2 | Deportivo Español   | Central Argentino    | 25 de agosto |
| Deportivo Riestra    | 2 - 2 | Sarmiento de Junín  | Olavarría y Luna     | 25 de agosto |
| Argentino de Quilmes | 2 - 1 | Deportivo Armenio   | Argentino de Quilmes | 25 de agosto |
| Liniers              | 0 - 1 | Excursionistas      | Nueva Chicago        | 25 de agosto |
| Defensores Unidos    | 2 - 1 | Central Argentino   | Gigante de Villa Fox | 25 de agosto |
| Brown de Adrogué     | 0 - 1 | Central Córdoba (R) | Brown de Adrogué     | 25 de agosto |

| Villa Dálmine        | 0 - 0 | Central Córdoba (R)  | El Coliseo de Mitre y Puccini | 1 de septiembre |
| Central Argentino    | 2 - 1 | Brown de Adrogué     | Central Argentino             | 1 de septiembre |
| Excursionistas       | 4 - 2 | Defensores Unidos    | Pampa y Miñones               | 1 de septiembre |
| Deportivo Armenio    | 3 - 0 | Liniers              | Ciudad de Lanús               | 1 de septiembre |
| Sarmiento de Junín   | 3 - 1 | Argentino de Quilmes | Eva Perón                     | 1 de septiembre |
| Deportivo Español    | 0 - 0 | Deportivo Riestra    | Francisco Urbano              | 1 de septiembre |
| Dock Sud             | 5 - 0 | J.J. Urquiza         | De Los Inmigrantes            | 1 de septiembre |
| Sportivo Italiano    | 1 - 0 | Ferrocarril Midland  | Estudiantes (BA)              | 1 de septiembre |
| El Porvenir          | 2 - 0 | Fénix                | Enrique De Roberts            | 1 de septiembre |
| Argentino de Rosario | 4 - 0 | Colegiales           | José Martín Olaeta            | 1 de septiembre |

| Colegiales           | 1 - 0 | Villa Dálmine        | Malaver y Posadas    | 8 de septiembre |
| Fénix                | 1 - 0 | Argentino de Rosario | Pampa y Miñones      | 8 de septiembre |
| Ferrocarril Midland  | 0 - 0 | El Porvenir          | Ciudad de Libertad   | 8 de septiembre |
| J.J. Urquiza         | 0 - 4 | Sportivo Italiano    | Estudiantes (BA)     | 8 de septiembre |
| Deportivo Riestra    | 2 - 2 | Dock Sud             | Olavarría y Luna     | 8 de septiembre |
| Argentino de Quilmes | 0 - 1 | Deportivo Español    | Argentino de Quilmes | 8 de septiembre |
| Liniers              | 0 - 1 | Sarmiento de Junín   | Nueva Chicago        | 8 de septiembre |
| Defensores Unidos    | 1 - 3 | Deportivo Armenio    | Gigante de Villa Fox | 8 de septiembre |
| Brown de Adrogué     | 0 - 4 | Excursionistas       | Brown de Adrogué     | 8 de septiembre |
| Central Córdoba (R)  | 3 - 0 | Central Argentino    | Gabino Sosa          | 8 de septiembre |

| Villa Dálmine        | 1 - 0 | Central Argentino    | El Coliseo de Mitre y Puccini | 15 de septiembre |
| Excursionistas       | 1 - 1 | Central Córdoba (R)  | Pampa y Miñones               | 15 de septiembre |
| Deportivo Armenio    | 6 - 1 | Brown de Adrogué     | Juan Pasquale                 | 15 de septiembre |
| Deportivo Español    | 3 - 3 | Liniers              | Francisco Urbano              | 15 de septiembre |
| Dock Sud             | 3 - 0 | Argentino de Quilmes | De Los Inmigrantes            | 15 de septiembre |
| Sportivo Italiano    | 2 - 1 | Deportivo Riestra    | Estudiantes (BA)              | 15 de septiembre |
| El Porvenir          | 2 - 0 | J.J. Urquiza         | Enrique De Roberts            | 15 de septiembre |
| Argentino de Rosario | 2 - 1 | Ferrocarril Midland  | José Martín Olaeta            | 15 de septiembre |
| Colegiales           | 2 - 1 | Fénix                | Malaver y Posadas             | 15 de septiembre |
| Sarmiento de Junín   | 1 - 0 | Defensores Unidos    | Eva Perón                     | 16 de septiembre |

| Fénix                | 0 - 3 | Villa Dálmine        | Pampa y Miñones       | 22 de septiembre |
| Ferrocarril Midland  | 1 - 1 | Colegiales           | Sarmiento y Azcuénaga | 22 de septiembre |
| J.J. Urquiza         | 0 - 3 | Argentino de Rosario | Tres de Febrero       | 22 de septiembre |
| Deportivo Riestra    | 0 - 0 | El Porvenir          | Olavarría y Luna      | 22 de septiembre |
| Argentino de Quilmes | 1 - 1 | Sportivo Italiano    | Argentino de Quilmes  | 22 de septiembre |
| Liniers              | 2 - 1 | Dock Sud             | Nueva Chicago         | 22 de septiembre |
| Defensores Unidos    | 1 - 3 | Deportivo Español    | Gigante de Villa Fox  | 22 de septiembre |
| Brown de Adrogué     | 0 - 1 | Sarmiento de Junín   | Brown de Adrogué      | 22 de septiembre |
| Central Córdoba (R)  | 1 - 0 | Deportivo Armenio    | Gabino Sosa           | 22 de septiembre |
| Central Argentino    | 0 - 1 | Excursionistas       | Central Argentino     | 22 de septiembre |

| Villa Dálmine        | 1 - 3 | Excursionistas       | El Coliseo de Mitre y Puccini                                                                                          | 29 de septiembre |
| Deportivo Armenio    | 1 - 0 | Central Argentino    | Juan Pasquale | 29 de septiembre |
| Deportivo Español    | 0 - 1 | Brown de Adrogué     | ***Barracas Central.-Nota: Suspendido a los 79’. Continuó el 17 de octubre/1973. Posteriormente se dio ganado a Brown. | 29 de septiembre |
| Dock Sud             | 3 - 1 | Defensores Unidos    | De Los Inmigrantes | 29 de septiembre |
| Sportivo Italiano    | 0 - 1 | Liniers              | Estudiantes (BA) | 29 de septiembre |
| El Porvenir          | 2 - 0 | Argentino de Quilmes | Enrique De Roberts | 29 de septiembre |
| Argentino de Rosario | 3 - 3 | Deportivo Riestra    | José Martín Olaeta | 29 de septiembre |
| Colegiales           | 0 - 2 | J.J. Urquiza         | Malaver y Posadas | 29 de septiembre |
| Fénix                | 2 - 3 | Ferrocarril Midland  | Pampa y Miñones | 29 de septiembre |
| Sarmiento de Junín   | 1 - 4 | Central Córdoba (R)  | Eva Perón | 30 de septiembre |

| J.J. Urquiza         | 0 - 1 | Fénix                | Estudiantes (BA)     | 6 de octubre  |
| Deportivo Riestra    | 1 - 1 | Colegiales           | De Los Inmigrantes   | 6 de octubre  |
| Argentino de Quilmes | 4 - 2 | Argentino de Rosario | Argentino de Quilmes | 6 de octubre  |
| Liniers              | 2 - 2 | El Porvenir          | Nueva Chicago        | 6 de octubre  |
| Defensores Unidos    | 2 - 1 | Sportivo Italiano    | Gigante de Villa Fox | 6 de octubre  |
| Brown de Adrogué     | 0 - 2 | Dock Sud             | Brown de Adrogué     | 6 de octubre  |
| Central Córdoba (R)  | 2 - 2 | Deportivo Español    | Gabino Sosa          | 6 de octubre  |
| Central Argentino    | 1 - 1 | Sarmiento de Junín   | Central Argentino    | 6 de octubre  |
| Excursionistas       | 1 - 3 | Deportivo Armenio    | Pampa y Miñones      | 6 de octubre  |
| Ferrocarril Midland  | 0 - 2 | Villa Dálmine        | Ciudad de Libertad   | 16 de octubre |

| Villa Dálmine        | 2 - 2 | Deportivo Armenio    | El Coliseo de Mitre y Puccini | 13 de octubre |
| Deportivo Español    | 1 - 0 | Central Argentino    | Lacarra y Barros Pazos        | 13 de octubre |
| Dock Sud             | 2 - 2 | Central Córdoba (R)  | De Los Inmigrantes            | 13 de octubre |
| Sportivo Italiano    | 5 - 0 | Brown de Adrogué     | Juan Pasquale                 | 13 de octubre |
| El Porvenir          | 0 - 0 | Defensores Unidos    | Enrique De Roberts            | 13 de octubre |
| Argentino de Rosario | 1 - 1 | Liniers              | José Martín Olaeta            | 13 de octubre |
| Colegiales           | 1 - 1 | Argentino de Quilmes | Malaver y Posadas             | 13 de octubre |
| Fénix                | 3 - 2 | Deportivo Riestra    | Pampa y Miñones               | 13 de octubre |
| Ferrocarril Midland  | 3 - 0 | J.J. Urquiza         | ***Ferrocarril Midland        | 13 de octubre |
| Sarmiento de Junín   | 0 - 1 | Excursionistas       | Eva Perón                     | 14 de octubre |

| J.J. Urquiza         | 0 - 4 | Villa Dálmine        | Estudiantes (BA)       | 20 de octubre |
| Deportivo Riestra    | 2 - 0 | Ferrocarril Midland  | Lacarra y Barros Pazos | 20 de octubre |
| Argentino de Quilmes | 4 - 0 | Fénix                | Argentino de Quilmes   | 20 de octubre |
| Liniers              | 1 - 1 | Colegiales           | Nueva Chicago          | 20 de octubre |
| Defensores Unidos    | 1 - 1 | Argentino de Rosario | Gigante de Villa Fox   | 20 de octubre |
| Brown de Adrogué     | 0 - 0 | El Porvenir          | Peña y Arenales        | 20 de octubre |
| Central Córdoba (R)  | 2 - 2 | Sportivo Italiano    | Gabino Sosa            | 20 de octubre |
| Central Argentino    | 1 - 0 | Dock Sud             | Central Argentino      | 20 de octubre |
| Excursionistas       | 2 - 0 | Deportivo Español    | Pampa y Miñones        | 20 de octubre |
| Deportivo Armenio    | 0 - 1 | Sarmiento de Junín   | Malaver y Posadas      | 20 de octubre |

| Villa Dálmine        | 2 - 3 | Sarmiento de Junín   | El Coliseo de Mitre y Puccini | 27 de octubre |
| Deportivo Español    | 2 - 0 | Deportivo Armenio    | ***Deportivo Español          | 27 de octubre |
| Dock Sud             | 3 - 1 | Excursionistas       | De Los Inmigrantes            | 27 de octubre |
| Sportivo Italiano    | 0 - 0 | Central Argentino    | Juan Pasquale                 | 27 de octubre |
| El Porvenir          | 0 - 2 | Central Córdoba (R)  | Enrique De Roberts            | 27 de octubre |
| Argentino de Rosario | 2 - 0 | Brown de Adrogué     | José Martín Olaeta            | 27 de octubre |
| Colegiales           | 2 - 0 | Defensores Unidos    | Malaver y Posadas             | 27 de octubre |
| Fénix                | 2 - 1 | Liniers              | Pampa y Miñones               | 27 de octubre |
| Ferrocarril Midland  | 2 - 1 | Argentino de Quilmes | Ciudad de Libertad            | 27 de octubre |
| J.J. Urquiza         | 1 - 4 | Deportivo Riestra    | Monumental de Villa Lynch     | 27 de octubre |

| Deportivo Riestra    | 2 - 1 | Villa Dálmine        | Olavarría y Luna     | 1 de noviembre |
| Argentino de Quilmes | 2 - 0 | J.J. Urquiza         | Argentino de Quilmes | 1 de noviembre |
| Liniers              | 3 - 2 | Ferrocarril Midland  | Nueva Chicago        | 1 de noviembre |
| Defensores Unidos    | 3 - 0 | Fénix                | Gigante de Villa Fox | 1 de noviembre |
| Brown de Adrogué     | 4 - 0 | Colegiales           | Enrique De Roberts   | 1 de noviembre |
| Central Córdoba (R)  | 1 - 0 | Argentino de Rosario | Gabino Sosa          | 1 de noviembre |
| Central Argentino    | 1 - 3 | El Porvenir          | Central Argentino    | 1 de noviembre |
| Excursionistas       | 1 - 0 | Sportivo Italiano    | Pampa y Miñones      | 1 de noviembre |
| Deportivo Armenio    | 0 - 0 | Dock Sud             | Malaver y Posadas    | 1 de noviembre |
| Sarmiento de Junín   | 2 - 0 | Deportivo Español    | Eva Perón            | 1 de noviembre |

| Villa Dálmine        | 0 - 1 | Deportivo Español    | El Coliseo de Mitre y Puccini | 3 de noviembre |
| Dock Sud             | 1 - 1 | Sarmiento de Junín   | De Los Inmigrantes            | 3 de noviembre |
| Sportivo Italiano    | 1 - 2 | Deportivo Armenio    | Nueva Chicago                 | 3 de noviembre |
| El Porvenir          | 0 - 2 | Excursionistas       | Enrique De Roberts            | 3 de noviembre |
| Argentino de Rosario | 1 - 1 | Central Argentino    | José Martín Olaeta            | 3 de noviembre |
| Colegiales           | 0 - 2 | Central Córdoba (R)  | Malaver y Posadas             | 3 de noviembre |
| Fénix                | 3 - 1 | Brown de Adrogué     | Pampa y Miñones               | 3 de noviembre |
| Ferrocarril Midland  | 0 - 1 | Defensores Unidos    | Ciudad de Libertad            | 3 de noviembre |
| J.J. Urquiza         | 1 - 4 | Liniers              | Estudiantes (BA)              | 3 de noviembre |
| Deportivo Riestra    | 1 - 0 | Argentino de Quilmes | Lacarra y Barros Pazos        | 3 de noviembre |

| Argentino de Quilmes | 1 - 3 | Villa Dálmine        | Argentino de Quilmes | 10 de noviembre |
| Liniers              | 1 - 1 | Deportivo Riestra    | Nueva Chicago        | 10 de noviembre |
| Defensores Unidos    | 5 - 2 | J.J. Urquiza         | Gigante de Villa Fox | 10 de noviembre |
| Brown de Adrogué     | 0 - 1 | Ferrocarril Midland  | Enrique De Roberts   | 10 de noviembre |
| Central Córdoba (R)  | 4 - 2 | Fénix                | Gabino Sosa          | 10 de noviembre |
| Central Argentino    | 3 - 1 | Colegiales           | Central Argentino    | 10 de noviembre |
| Excursionistas       | 1 - 0 | Argentino de Rosario | Pampa y Miñones      | 10 de noviembre |
| Deportivo Armenio    | 0 - 1 | El Porvenir          | Juan Pasquale        | 10 de noviembre |
| Sarmiento de Junín   | 2 - 2 | Sportivo Italiano    | Eva Perón            | 10 de noviembre |
| Deportivo Español    | 0 - 0 | Dock Sud             | Olavarría y Luna     | 10 de noviembre |

| Villa Dálmine        | 1 - 2 | Dock Sud            | El Coliseo de Mitre y Puccini | 17 de noviembre |
| Sportivo Italiano    | 0 - 1 | Deportivo Español   | Médanos y Boyacá              | 17 de noviembre |
| El Porvenir          | 0 - 0 | Sarmiento de Junín  | Enrique De Roberts            | 17 de noviembre |
| Argentino de Rosario | 0 - 1 | Deportivo Armenio   | José Martín Olaeta            | 17 de noviembre |
| Colegiales           | 0 - 1 | Excursionistas      | Malaver y Posadas             | 17 de noviembre |
| Fénix                | 1 - 1 | Central Argentino   | Pampa y Miñones               | 17 de noviembre |
| Ferrocarril Midland  | 3 - 2 | Central Córdoba (R) | Ciudad de Libertad            | 17 de noviembre |
| J.J. Urquiza         | 1 - 2 | Brown de Adrogué    | Estudiantes (BA)              | 17 de noviembre |
| Deportivo Riestra    | 1 - 2 | Defensores Unidos   | Lacarra y Barros Pazos        | 17 de noviembre |
| Argentino de Quilmes | 1 - 2 | Liniers             | Argentino de Quilmes          | 17 de noviembre |

| Liniers             | 3 - 1 | Villa Dálmine        | Nueva Chicago        | 24 de noviembre |
| Defensores Unidos   | 3 - 1 | Argentino de Quilmes | Gigante de Villa Fox | 24 de noviembre |
| Brown de Adrogué    | 2 - 1 | Deportivo Riestra    | Brown de Adrogué     | 24 de noviembre |
| Central Córdoba (R) | 6 - 0 | J.J. Urquiza         | Gabino Sosa          | 24 de noviembre |
| Central Argentino   | 1 - 0 | Ferrocarril Midland  | Central Argentino    | 24 de noviembre |
| Excursionistas      | 2 - 1 | Fénix                | Pampa y Miñones      | 24 de noviembre |
| Deportivo Armenio   | 3 - 2 | Colegiales           | Juan Pasquale        | 24 de noviembre |
| Sarmiento de Junín  | 5 - 0 | Argentino de Rosario | Eva Perón            | 24 de noviembre |
| Deportivo Español   | 2 - 0 | El Porvenir          | Olavarría y Luna     | 24 de noviembre |
| Dock Sud            | 1 - 0 | Sportivo Italiano    | De Los Inmigrantes   | 24 de noviembre |

| Villa Dálmine        | 0 - 0 | Sportivo Italiano   | El Coliseo de Mitre y Puccini | 1 de diciembre |
| El Porvenir          | 0 - 2 | Dock Sud            | Presidente Perón              | 1 de diciembre |
| Argentino de Rosario | 1 - 0 | Deportivo Español   | José Martín Olaeta            | 1 de diciembre |
| Colegiales           | 2 - 4 | Sarmiento de Junín  | Malaver y Posadas             | 1 de diciembre |
| Fénix                | 2 - 2 | Deportivo Armenio   | Pampa y Miñones               | 1 de diciembre |
| Ferrocarril Midland  | 1 - 1 | Excursionistas      | Ciudad de Libertad            | 1 de diciembre |
| J.J. Urquiza         | 1 - 5 | Central Argentino   | Estudiantes (BA)              | 1 de diciembre |
| Deportivo Riestra    | 3 - 3 | Central Córdoba (R) | Lacarra y Barros Pazos        | 1 de diciembre |
| Argentino de Quilmes | 1 - 0 | Brown de Adrogué    | Argentino de Quilmes          | 1 de diciembre |
| Liniers              | 4 - 4 | Defensores Unidos   | ***Liniers                    | 1 de diciembre |

| Defensores Unidos   | 4 - 0 | Villa Dálmine        | Gigante de Villa Fox | 8 de diciembre |
| Brown de Adrogué    | 3 - 0 | Liniers              | Brown de Adrogué     | 8 de diciembre |
| Central Córdoba (R) | 2 - 1 | Argentino de Quilmes | Gabino Sosa          | 8 de diciembre |
| Central Argentino   | 2 - 1 | Deportivo Riestra    | Central Argentino    | 8 de diciembre |
| Excursionistas      | 1 - 0 | J.J. Urquiza         | Pampa y Miñones      | 8 de diciembre |
| Deportivo Armenio   | 0 - 1 | Ferrocarril Midland  | Juan Pasquale        | 8 de diciembre |
| Sarmiento de Junín  | 1 - 1 | Fénix                | Eva Perón            | 8 de diciembre |
| Deportivo Español   | 0 - 1 | Colegiales           | Olavarría y Luna     | 8 de diciembre |
| Dock Sud            | 1 - 0 | Argentino de Rosario | De Los Inmigrantes   | 8 de diciembre |
| Sportivo Italiano   | 2 - 1 | El Porvenir          | Estudiantes (BA)     | 8 de diciembre |

## Goleadores[7]
| Pos. | Jugador              | Jugador                | Goles | Equipo              |
| ---- | -------------------- | ---------------------- | ----- | ------------------- |
| 1    | Bandera de Argentina | Oscar Fachetti         | 37    | Central Córdoba (R) |
| 2    | Bandera de Argentina | Héctor Daniel López    | 22    | Brown de Adrogué    |
| 2    | Bandera de Argentina | Héctor Ritacco         | 22    | Deportivo Armenio   |
| 3    | Bandera de Argentina | Eduardo Menconi        | 20    | Excursionistas      |
| 3    | Bandera de Argentina | César Dante Repetto    | 20    | Defensores Unidos   |
| 3    | Bandera de Argentina | Jorge Armando Sanabria | 20    | Excursionistas      |